# David Jaomanoro
David Jaomanoro, né le 30 décembre 1953 à Anivorano Nord (Madagascar) est un nouvelliste, dramaturge et poète malgache,,,,. Il a travaillé à Mayotte,,,où il est mort le 7 décembre 2014.
Il écrit des poèmes depuis le collège. Il est instituteur à Diego Suarez pendant 10 ans,. Après cela, il étudie les lettres françaises à l'École normale supérieure d'Antananarivo, et obtient un DEA de littérature comparée sur les contes traditionnels malgaches à l'Université de Limoges. En 1988, il devient professeur de français à Antsiranana.
Étudiant, il gagne en 1987 un prix de poésie pour un petit recueil inédit: Quat'am's j'aime ça. Devenu professeur, il écrit des pièces de théâtre et des textes engagés sur l'exil des Malgaches ou des Comoriens à Mayotte. Il publie des nouvelles dans des revues et des livres collectives. Il est élu Homme de l'année 1997 à Madagascar dans la discipline Arts et Culture. Pourtant, ce n'est qu'en 2006 que paraît son premier recueil de nouvelles: Pirogue sur le vide,,,.
Dans la thèse de Fara Lee Rabenarivo, Jaomanoro est classé « parmi les écrivains prominents de la dernière génération ».
Quelques-unes de ses nouvelles sont traduites en anglais par la traductrice néerlandaise Marjolijn de Jager.

## Œuvres
- 1987 – Quatram's j'aime ça, inédit.
- 1988 - Le dernier caïman (théâtre) inédit[12]
- 1988 – J'ai marché dessus Radio France Internationale (XVIe concours théâtral interafricain), édition ronéotypé[13]
- 1990 – La Retraite, théâtre, éditions Promotion Théâtre, Carnières-Morlanwelz[14] - rééd. 2006, Lansman,  (ISBN 2-87282-516-9)
- 1991 – Docteur parvenu, Les Carnets de l'exotisme[2]
- 1992 – Funérailles d'un cochon et 13 autres nouvelles (collectif), Éditions Sepia,  (ISBN 978-2907888455)
- 1997 – Joambilo, Revue Noire[2]
- 2006 – Pirogue sur le vide et autres nouvelles, Éditions de l’Aube,  (ISBN 978-2752601797)[15],[9],[16]
- 2011 – Publics d’alphabétisation à Mayotte, essai, Éditions universitaires européennes.  (ISBN 9786131587979)
- 2013 – Le Mangeur de cactus (récit) Éditions L’Harmattan,  (ISBN 978-2336301877)
- 2017 – Œuvres complètes : Poésie, Théâtre, Nouvelles, éd. Dominique Ranaivoson, Éditions L’Harmattan,  (ISBN 9791033401254)